# Джоунс (окръг, Айова)
Вижте пояснителната страница за други населени места с името Джоунс.
Окръг Джоунс (на английски: Jones County) е окръг в щата Айова, Съединени американски щати. Площта му е 1491 квадратни километра, а населението – 20 681 души (по изчисления за юли 2019 г.). Административен център е град Анамоса.